# Lemonade (canção de Sophie)
"Lemonade" (estilizado em letras maiúsculas) é uma canção da personalidade escocesa que trabalha em produção musical Sophie. Foi lançado como single em 4 de agosto de 2014 pela gravadora Numbers, e foi acompanhado pelo lado B, "Hard". O single apresenta contribuições vocais de Nabihah Iqbal em "Lemonade" e da artista da PC Music, GFOTY em "Hard". A música apareceu em várias votações de singles de fim de ano. "Lemonade" foi posteriormente apresentado em um anúncio de televisão do McDonald's de 2015.

## Recepção crítica
Em uma crítica positiva, o Resident Advisor afirmou que "esse pequeno banger distorcido é obrigado a desligar muitos ouvintes—entre suas partes estão vocais agudos latindo frases como 'ca-ca-candy boys' e sintetizadores que efervescem como peta zetas." AllMusic notou que "ambas as músicas oscilavam esquizofrenicamente entre ganchos bubblegum pop e elementos mais agressivos, e ambas se tornaram grandes sucessos de crítica". Complex descreveu "Lemonade" como "desavergonhadamente boba e hiperativa".
Ambas as faixas apareceram nas paradas Twitter Real-Time da Billboard. "Lemonade" e "Hard" ficaram em 68º e 91º, respectivamente, na votação de críticos Pazz & Jop de 2014. "Lemonade" foi incluída no top dez das listas de singles de fim de ano do The Washington Post, Resident Advisor e Complex; "Hard" foi incluído entre os dez primeiros nas listas da Dazed e Dummy. Pitchfork classificou "Lemonade"/"Hard" em 21 em sua lista das melhores músicas de 2014.
"Lemonade" apareceu em um comercial de 2015 do McDonald's para promover a limonada da marca.
Após a morte de Sophie em 2021, "Lemonade" entrou postumamente no UK Physical Singles Chart em #44, e no UK Vinyl Singles Chart em #37

## Faixas e formatos
Single 12"
1. "Lemonade" – 1:58
2. "Hard" – 2:54

Download digital e streaming
1. "Lemonade" – 1:58
2. "Hard" – 2:54

## Créditos e pessoal
- Sophie – produção, composição
- Nabihah Iqbal – vocais